# 增强图形适配器
增强图形适配器（Enhanced Graphics Adapter 或 EGA）是 IBM PC 计算机显示标准定义，在显示性能方面（颜色和解析度）介于 CGA 和 VGA 之间。它是 IBM 在1984年为其新型 PC-AT 计算机引入的技术。EGA 可以在高达640x350的分辩率下达到16色。EGA 包含一个 16KB 的 ROM（只读存储器）来扩展系统 BIOS 以便实现附加的显示功能，并包含一个 Motorola MC6845 视频地址生成器。
EGA 卡的模式有文字和彩色圖形兩種。

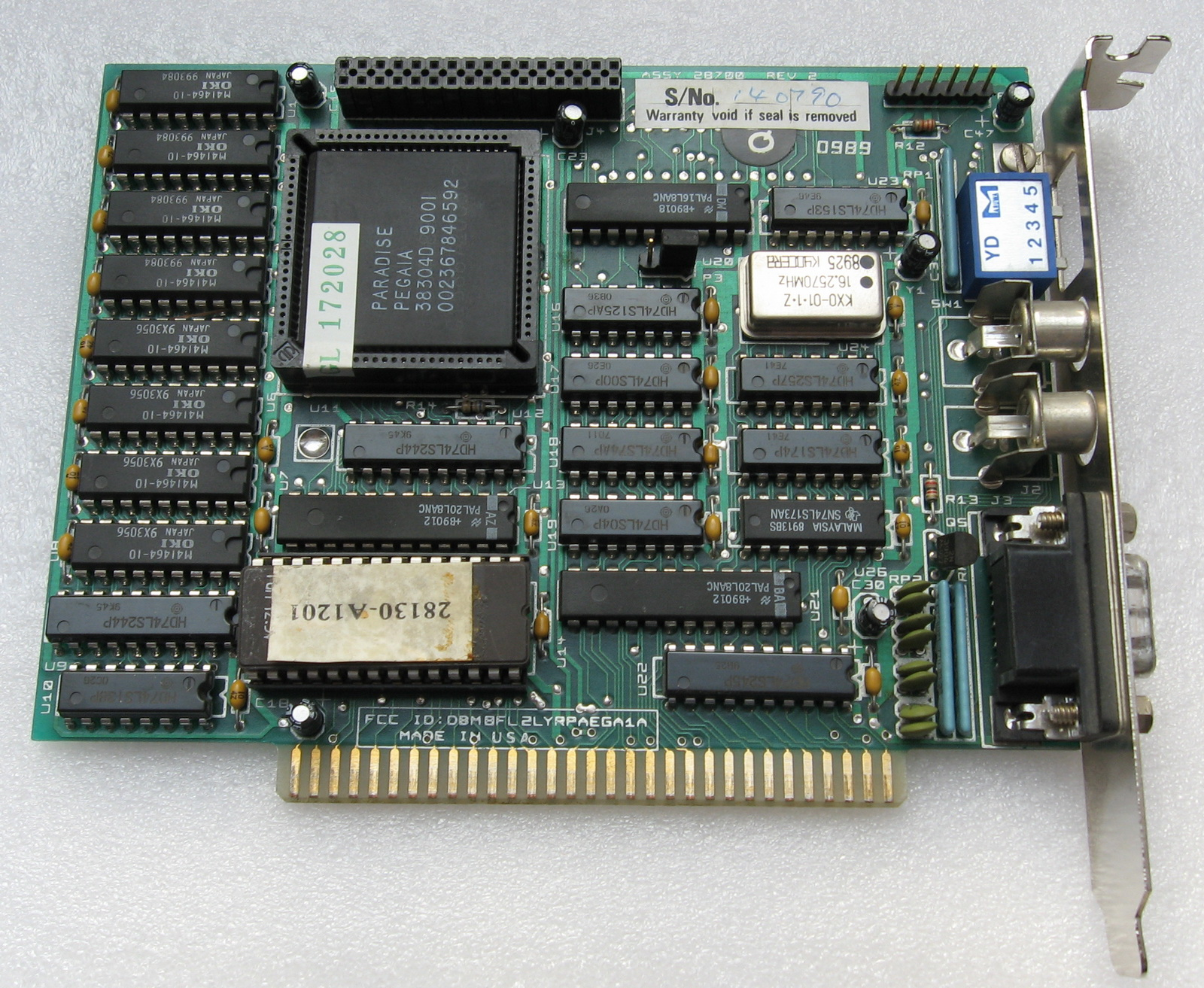
EGA 卡

在文字模式下，它的起始位址是由 B000:8000 開始。它一共有兩種文字模式，分別為25列80行及25列40行兩種，它們之間的差異只是終止位址的不同，前者為 B800:0000 到 B800:0F9F，後者則為 B800:0000 到 B800:07CF，各有4000及2000位元組；偶數位址為顯示的字元，奇數位址存放的是屬性。
在640x350高分辩率圖形模式下，16种颜色的任何一个可以通过调色板机制被赋予一个唯一的 RGB 代码。EGA 允许用户在64个调色板颜色（每个像素红、绿、蓝各2BIT）中选择要显示的颜色。每个像素可以有16种颜色（每个像素用4比特表示）。16种颜色可以从64色调色板选择。